# 赤maru
赤maru（あかまる）は、FM大阪で2019年10月1日から放送のラジオ番組である。

## 概要
”真っ赤な本音”というコンセプトのもと、さまざまなトークを曲と共に届ける。
この番組を開始することに伴い、『LOVE FLAP』の放送枠を縮小。通しDJは『LOVE FLAP』水・木曜DJを務めていた赤松悠実が務める。

## 放送時間
- 月曜 - 木曜 14:00 - 15:51

## DJ

### メインDJ
- 赤松悠実

### パートナー
- 月曜：セルライトスパ
- 火曜：モンスターエンジン
- 水曜：笑い飯・哲夫
- 木曜：ギャロップ